# Lisa Kern
Lisa Kern (* 7. März 1983 in Hamburg-Bergedorf) ist eine deutsche Politikerin der Partei Bündnis 90/Die Grünen. Seit 2020 ist sie Abgeordnete der Hamburgischen Bürgerschaft.

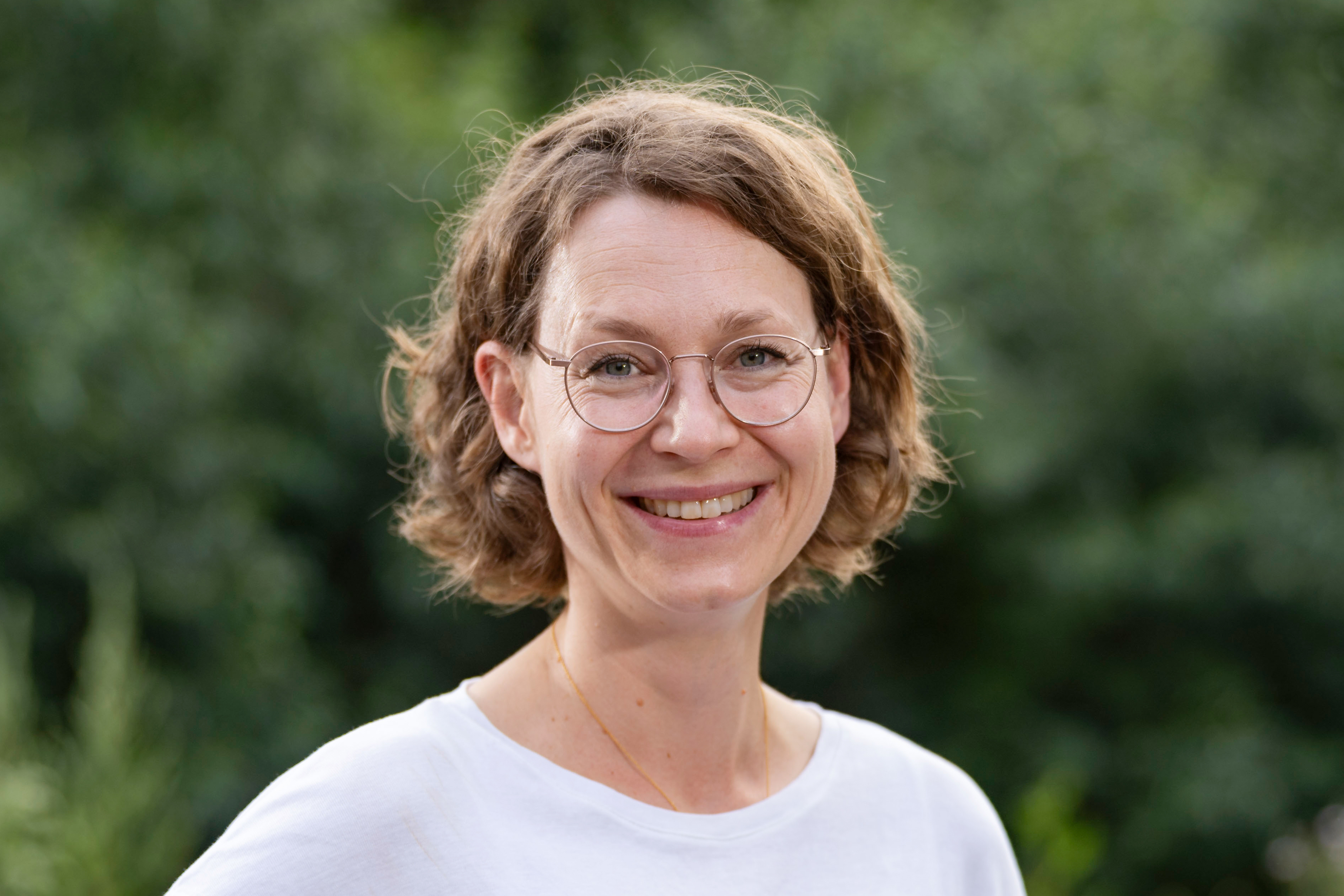

## Leben
Nach dem Abitur absolvierte sie eine Ausbildung zur Verlagskauffrau. Seit 2010 lebt sie in Lokstedt. Seit 2015 führte sie die Grüne Bezirksfraktion in Eimsbüttel. Kern ist verheiratet und hat zwei Kinder. Bei der Bürgerschaftswahl in Hamburg 2020 am 23. Februar 2020 gelang ihr der Einzug als Abgeordnete in die Hamburgische Bürgerschaft. Sie ist Fachsprecherin für die Themen Bezirke, Verbraucherinnen- und Arbeitsschutz.
Seit 2021 ist sie als Landesschatzmeisterin Mitglied des geschäftsführenden Landesvorstandes der Grünen in Hamburg.